# Saint-Pons-la-Calm
Saint-Pons-la-Calm è un comune francese di 434 abitanti situato nel dipartimento del Gard, nella regione dell'Occitania.

## Società

### Evoluzione demografica
Abitanti censiti